# سمانه شش‌پری
سمانه شش‌پری (زاده ۹ مهر ۱۳۶۶ - تهران) تکواندوکار اهل کشور ایران است.
از افتخارات وی می‌توان به کسب مدال برنز وزن ۵۳ کیلوگرم در بازی‌های آسیایی ۲۰۱۰، مدال نقره وزن ۵۳ کیلوگرم در مسابقات تکواندو آسیا ۲۰۱۰، مدال نقره وزن ۵۳ کیلوگرم در مسابقات تکواندو آسیا ۲۰۱۲ ویتنام و مدال نقره وزن ۵۳ کیلوگرم در بازی‌های همبستگی کشورهای اسلامی ۲۰۱۳ اندونزی اشاره کرد.